# Центральний стадіон імені Слави Метревелі
 Центральний стадіон імені Слави Метревелі — головна спортивна арена міста Сочі, Краснодарський край, Росія., включає в себе 2 футбольних поля.
Основне поле — з натуральним трав'яним покриттям 105×68 м;
1. освітлення потужністю 1400 люкс,
2. місткість — 10200 глядачів, західна трибуна розрахована на 5000 місць, східна на 5200 місць,
3. гостьова VIP-ложа-на 30 персон,
4. зона для преси з телефонними апаратами та доступом в інтернет,
5. електронне табло, система гучного зв'язку та оповіщень,
6. роздягальні для команд учасниць площею 40м² кожна, з душовими і с/вузлами
7. кімнати для суддівського складу та Комісара матчу,
8. кімнати для медичних обстежень та допінг контролю.

Тренувальне поле має штучне покриття п'ятого покоління розміром 102×68 м, створене за останніми світовими технологіями;
1. потужність освітлення-250 люкс.
2. місткість трибун-1600 місць
3. переносні трибуни-до 500 місць

На Центральному Стадіоні регулярно проводяться футбольні турніри міжнародного та загальноросійського значення:
1. «Росгосстстрах» першість Росії з футболу» (Перший дивізіон)
2. Міжнародний турнір з футболу, під егідою ФІФА та УЄФА «SOCHI SOCCER CUP 2010»
3. Міжнародний турнір з регбі, під егідою IRB «Кубок європейських націй 2009–2010»
4. турнір на кубок Президента РФ з футболу серед інвалідів
5. Міжнародний турнір з футболу серед дівчат " Кубанська весна "
6. Матчі відбіркового раунду Чемпіонату Європи (дівчата до 19 років)

і багато інших заходів
Центральний стадіон входить до складу південного федерального центру спортивної підготовки міністерства спорту, туризму та молодіжної політики Російської Федерації ФГУП «ЮГ СПОРТ», який проводить тренувальні збори команд.
Інфраструктура дозволяє приймати не лише професійних спортсменів, але і учасників корпоративних спартакіад, аматорських футбольних турнірів підприємств Росії та зарубіжжя, такі як:
1. Спартакіада Ощадбанку РФ
2. Футбольний матч між компаніями «Газпромекспорт» та «ГазДеФранс»
3. Футбольний матч між командами «Кінотавр» — «Адміністрація м. Сочі»
4. Фестиваль «СОЧІ — ТАК!» Кубок «СОЧІ-2014» серед дитячих команд
5. Футбольний турнір парламентарів Росії та країн СНД

і багато інших заходів.
В інфраструктуру стадіону входить центр важкої атлетики. Зал штанги розташований у приміщенні Центрального Стадіону та дозволяють проводити повноцінні цілорічні тренування.
Зал штанги включає в себе:
1. 10 комплектів штанги для чоловіків;
2. 10 комплектів штанги для жінок;
3. верстати для присідань;
4. верстати для жиму лежачи;
5. тренажери для розвитку м'язів спини та преса;
6. гімнастичні «шведські» стінки, гімнастичні мати;
7. плінти для роботи спортсменів з різного положення;
8. кушетка для масажу;
9. тренерська;
10. 2 роздягальні з душовими кабінами та туалетними кімнатами;
11. чаші для магнезії.

Все обладнання схвалено IWF (Міжнародна федерація важкої атлетики) та міжнародних спортивних федерацій.
Щорічно на навчально-тренувальні збори приїжджають:
1. основний склад збірної Росії з важкої атлетики
2. жіночий склад збірної Росії з важкої атлетики
3. резервний склад збірної Росії з важкої атлетики

На базі проходять підготовку як починаючі спортсмени, так лідери збірних команд, Олімпійські чемпіони.
Розташований в Хостінском районі міста на березі Чорного моря біля впадіння річки Бзугу, між мікрорайонами Фабриціуса та Битха.
Був відкритий 19 квітня 1964 і спочатку називався «Південь». Носить ім'я прославленого футболіста-сочинців Слави Метревелі.
Протягом однієї з передвиборчих кампаній тут виступав В. В. Жириновський. 3 грудня 2010 стадіон вперше відвідав Прем'єр-міністр Росії В. В. Путін.
- Адреса: 354002 Росія, Сочі, вул. Бзугу,2